# Romb de aur

Rombul de aur

În geometrie, rombul de aur este un romb ale cărui diagonale au lungimile în raportul secțiunii de aur:
{\displaystyle {D \over d}=\varphi ={{1+{\sqrt {5}}} \over 2}\approx 1,618~034}
Echivalent, este paralelogramul Varignon (format din punctele de mijloc ale laturilor unui patrulater) al dreptunghiului de aur. Romburile de acest tip formă formează fețele mai multor poliedre notabile. Rombul de aur diferă de cele două romburi din pavare Penrose, care sunt și ele legate de secțiunea de aur, dar în alte moduri, având forme diferite de rombul de aur. Confuzia apare și în surse cunoscute.

## Unghiuri
Fiind un romb, are proprietățile generale ale romburilor.
Unghiurile interne ale rombului de aur sunt:
- Unghiurile ascuțite

{\displaystyle \alpha =2\arctan {1 \over \varphi }} ;
folosind formula de adunare ale arctangentelor relația precedentă devine:
{\displaystyle \alpha =\arctan {{2 \over \varphi } \over {1-({1 \over \varphi })^{2}}}=\arctan {{2 \over \varphi } \over {1 \over \varphi }}=\arctan 2\approx 63,43495^{\circ }.}
- Unghiurile obtuze sunt suplementare celor ascuțite:

{\displaystyle \beta =2\arctan \varphi =\pi -\arctan 2\approx 116,56505^{\circ }.}
Acesta este și unghiul diedru dintre fețele dodecaedrului regulat.
Notă: O egalitate curioasă este: {\displaystyle \pi -\arctan 2=\arctan 1+\arctan 3.}

## Laturi și diagonale
Folosind la romb teorema paralelogramului,
Lungimea laturii rombului de aur față de lungimea diagonalei mici {\displaystyle d} este:
{\displaystyle a={1 \over 2}{\sqrt {d^{2}+(\varphi d)^{2}}}={1 \over 2}{\sqrt {1+\varphi ^{2}}}~d={{\sqrt {2+\varphi }} \over 2}~d={1 \over 4}{\sqrt {10+2{\sqrt {5}}}}~d\approx 0,95106~d.}
Prin urmare, lungimile diagonalelor rombului de aur în funcție de lungimea laturii {\displaystyle a} sunt:
{\displaystyle d={2a \over {\sqrt {2+\varphi }}}=2{\sqrt {{3-\varphi } \over 5}}~a={\sqrt {2-{2 \over {\sqrt {5}}}}}~a\approx 1,051\,46~a,}
{\displaystyle D={2\varphi a \over {\sqrt {2+\varphi }}}=2{\sqrt {{2+\varphi } \over 5}}~a={\sqrt {2+{2 \over {\sqrt {5}}}}}~a\approx 1,701\,30~a.}

## Arie
Aria rombului de aur în funcție de lungimea diagonalei {\displaystyle d} este:
{\displaystyle A={{(\varphi d)\cdot d} \over 2}={{\varphi } \over 2}~d^{2}={{1+{\sqrt {5}}} \over 4}~d^{2}\approx 0,809\,02~d^{2},}
iar în funcție de lungimea laturii {\displaystyle a} este:
{\displaystyle A=(\sin(\arctan 2))~a^{2}={2 \over {\sqrt {5}}}~a^{2}\approx 0,894\,43~a^{2}.}
Notă: {\displaystyle \alpha +\beta =\pi } , deoarece {\displaystyle \sin \alpha =\sin \beta .}

## Ca fețe de poliedre
Mai multe poliedre notabile au fețele în formă de romburi de aur. Acestea sunt cele două romboedrele de aur (cu șase fețe fiecare), dodecaedrul Bilinski⁠(d) (cu 12 fețe), icosaedrul rombic (cu 20 de fețe),
triacontaedrul rombic (cu 30 de fețe) și hexacontaedrul rombic neconvex (cu 60 de fețe). Primele cinci dintre acestea sunt singurele poliedre convexe cu fețe romb de aur, dar există o infinitate de poliedre neconvexe care au această formă a fețelor lor.

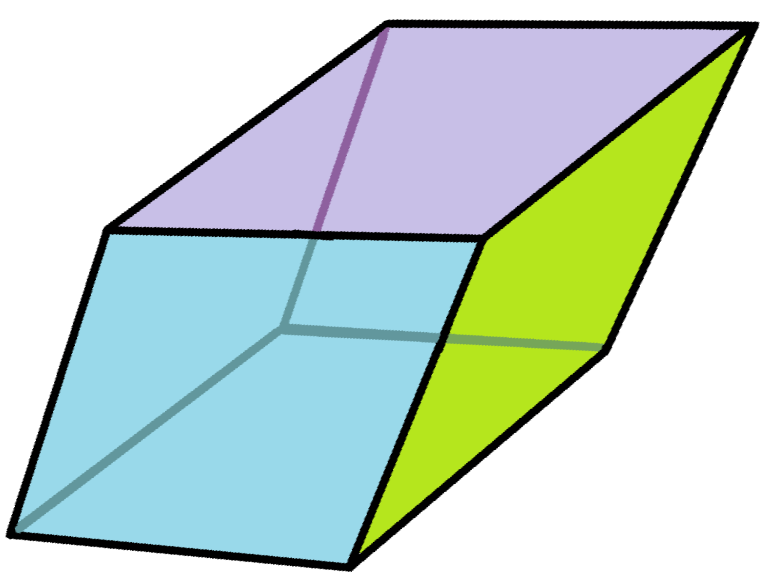
Romboedru de aur ascuțit
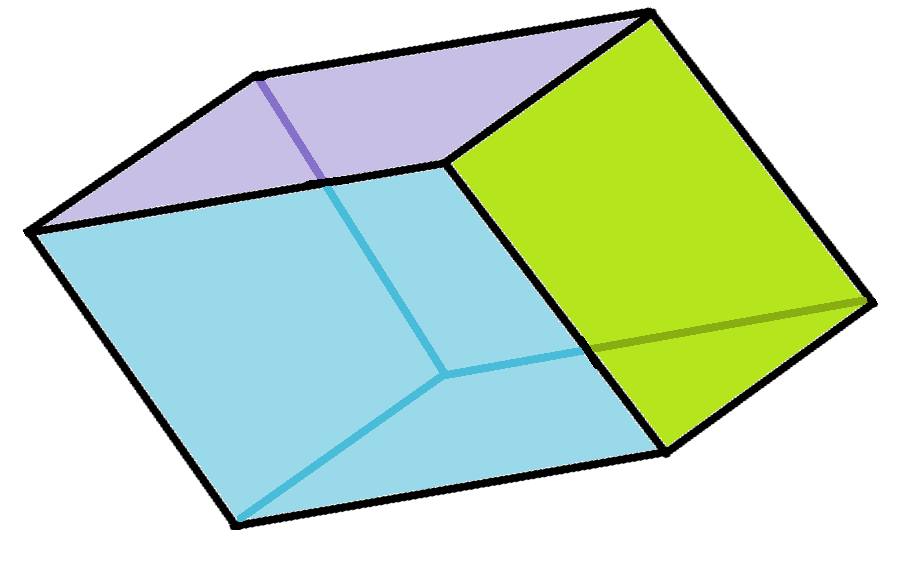
Romboedru de aur obtuz
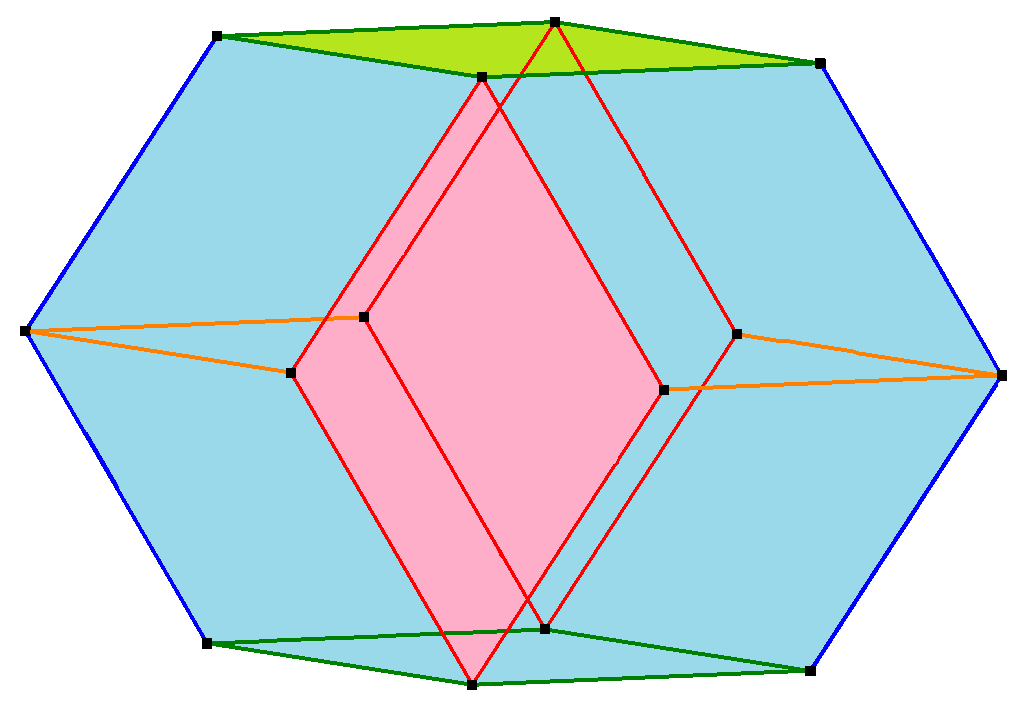
Dodecaedru Bilinski
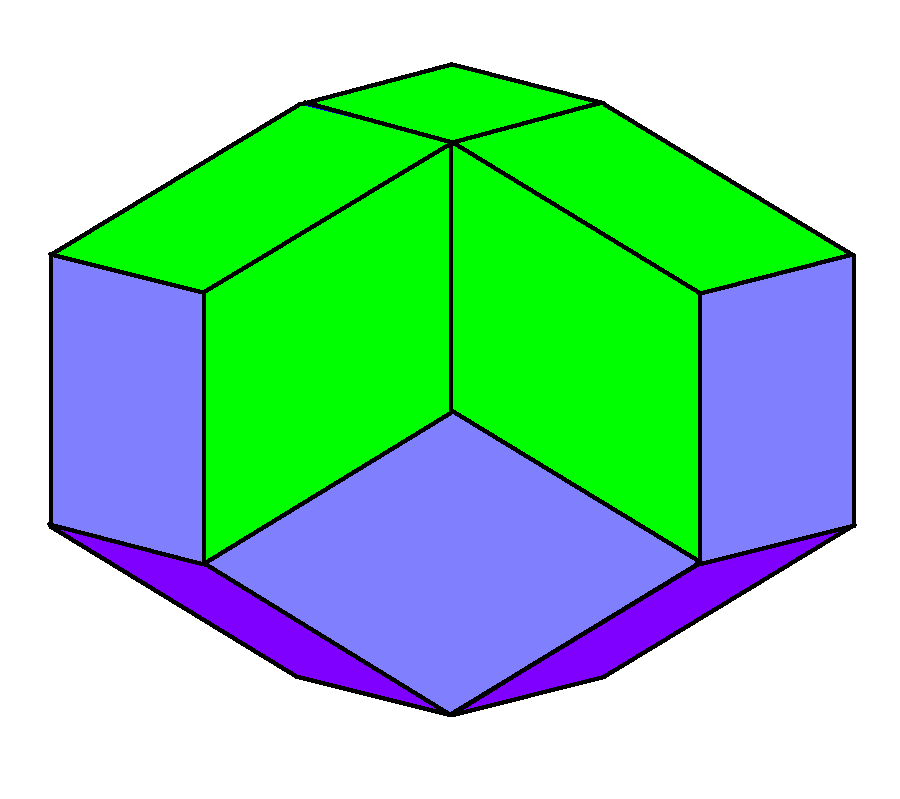
Icosaedru rombic
Triacontaedru rombic
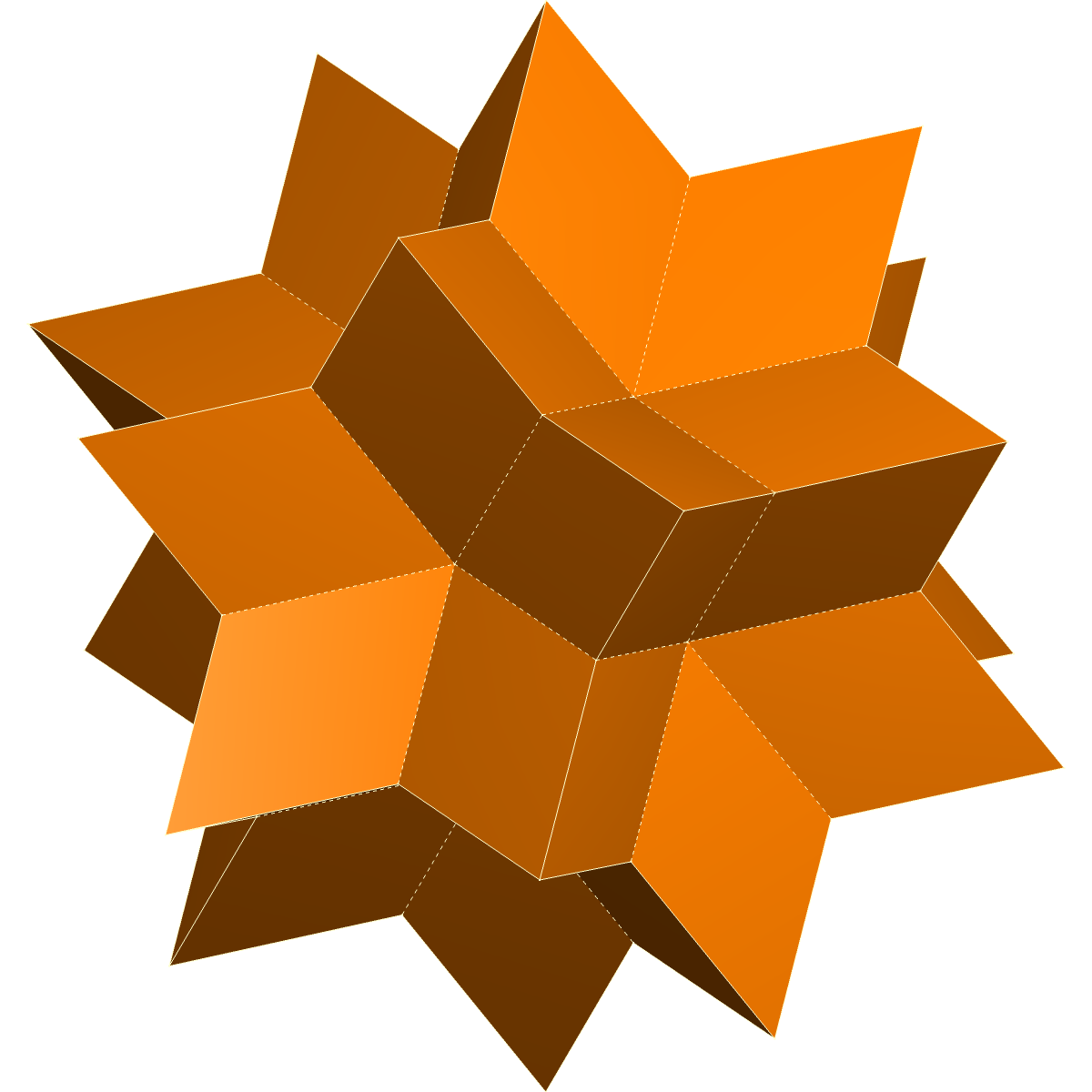
Hexacontaedru rombic